# قرة خوجالو
قرة خوجالو هي قرية في مقاطعة بل دشت، إيران. يقدر عدد سكانها بـ 350 نسمة بحسب إحصاء 2016.